# Limatula gwyni
Limatula gwyni is een tweekleppigensoort uit de familie van de Limidae. De wetenschappelijke naam van de soort is voor het eerst geldig gepubliceerd in 1903 door Sykes.